# Aeropo II di Macedonia
Aeropo II (in greco antico: Ἀέροπος Β`?, in latino Aĕrŏpus; ... – 394 a.C./393 a.C.) fu re della Macedonia.
Era uno dei figli maggiori di Perdicca II e fratellastro di Archelao e dunque zio di Oreste, che ancora infante venne eletto re dalla koinè dei macedoni; nel 399 a.C. Aeropo fu reggente fino al 397 a.C., anno nel quale si fece eleggere re ed è probabile che facesse assassinare Oreste.
Secondo Diodoro Siculo, regnò sei anni e morì di malattia tra il 394 e il 393 a.C. Suo figlio Pausania, avrebbe tentato di imporsi come re un anno prima di essere tradito da Aminta Micros.